# Mel Baker

a Compétitions nationales et continentales officielles uniquement.

b Matchs officiels uniquement.
Albert Melville Baker, né en juillet 1885 à Newport, est un joueur de rugby gallois, évoluant au poste d'ailier pour le pays de Galles.

## Carrière
Né à Newport, Mel Baker dispute son premier test match le 6 février 1909 contre l'Écosse et son dernier également contre l'Écosse le 5 février 1910. Il joue trois matches, inscrit quatre essais. Il dispute un test match avec les Lions britanniques en 1910 en Afrique du Sud. Restant en Afrique du Sud, il évolue pour les West Griquas et il gagne la Currie Cup en 1911.

## Palmarès
- Victoire dans le tournoi britannique 1909 avec la Triple Couronne.
- Vainqueur de la Currie Cup en 1911.

## Statistiques en équipe nationale
- Trois sélections pour le pays de Galles.
- 4 essais avec les Gallois.
- Sélections par année : 2 en 1909, 1 en 1910.
- Participation au tournoi britannique 1909.
- Participation au Tournoi des Cinq Nations 1910.